# Памятник Пушкину (Ульяновск)
Памятник-бюст А. С. Пушкину в Ульяновске установлен на Спасской улице в Ленинском районе города.

## История создания
Когда-то, ещё в 1899 году, к столетнему юбилею поэта, Симбирская городская дума собиралась установить его бюст в одном из муниципальных парков. Однако денег не нашлось. Спустя более 100 лет,              бюст А. С. Пушкину был преподнесён автором, Президентом Академии художеств России Зурабом Церетели, в дар Ульяновскому областному краеведческому музею.
Бюст А. С. Пушкина был установлен во дворике литературного музея «Дом Языковых» (филиал Ульяновского областного краеведческого музея) и открыт 12 июня 2005 г. Инициатором установки памятника А. С. Пушкину выступила дирекция музея «Дом Языковых», в частности, Лариса Ершова, заведующая литературным музеем «Дом Языковых».

## Пушкин и Симбирск
В биографии Александра Сергеевича — масса точек соприкосновения с Симбирском. Род Пушкиных был связан с Симбирском ещё до рождения поэта — два его предка были в XVII веке воеводами Симбирска. Симбирский губернатор Загряжский — двоюродный дядя Натальи Гончаровой. В 1941 году в Ульяновск были эвакуированы прямые потомки Пушкина, его праправнуки Юлия Григорьевна и Александр Григорьевич Пушкины (1936—1942). Последний прожил здесь год, заболел воспалением лёгких и умер, его могила находится на Воскресенском некрополе по улице Карла Маркса.
Но главное — это пребывание на симбирской земле самого Пушкина, который приезжал сюда в гости к своему другу, поэту Языкову. Пушкин пересёк всю губернию с востока на запад, а затем — с севера на юг.
Сразу в нескольких произведениях Александра Сергеевича можно найти упоминание Симбирска. Один из главных пушкинских персонажей Петруша Гринёв — симбирский дворянин. Завершая «Капитанскую дочку», Пушкин пишет о нём и его супруге Марии Гавриловне: «Потомство их и доныне благоденствует в Симбирской губернии».
Существует версия, что поэт, находясь в Симбирске, останавливался в доме губернатора Загряжского  Александра Михайловича. Александр Сергеевич учил губернаторских дочек танцам и любил повальсировать с одиннадцатилетней Лизонькой Загряжской. Позже Лиза вышла замуж за младшего брата поэта, Льва Пушкина.

В мае 2024 года, к 225-летию со дня рождения великого русского писателя и поэта Александра Сергеевича Пушкина, его бюст демонтировали для реставрации. К этой дате пройдёт ремонт постамента памятника. 4.06.2024 года бюст Пушкина вернули на место.
- Мемориальная доска на Литературном музее.
- Памятник-бюст Пушкину, до реставрации.